# OMSI
O OMSI - Der Omnibussimulator (também conhecido como OMSI-The bus Simulator ou apenas OMSI) é um simulador de ônibus para computador lançado em fevereiro de 2011, desenvolvido por Marcel Kuhnt e Rüdiger Hülsmann (também conhecidos como MR-Software). O simulador foi lançado primeiramente como download, logo após foi lançado e publicado em DVD-ROM pela Aerosoft (famosa desenvolvedora de conteúdo para simuladores de voo, trem, ônibus e outros jogos).

## Sobre
O OMSI não inclui missões ou níveis a serem passados. É um simulador livre onde pode se definir desde o ônibus, até o local, data, hora e clima. Mas conta com um esquema de horários opcionais, onde você deve transportar os passageiros e cumprir com os horários na tabela.

### Ônibus
Embora seja um simulador simples e sem muitos detalhes gráficos, o OMSI conta com dois ônibus detalhados: o MAN SD200 e SD202 com algumas versões variadas. Neles o jogador pode tanto dirigir como também vender bilhetes ao mesmo tempo. São os únicos modelos de ônibus que o simulador dispõe.

### Mapas
O OMSI conta com dois mapas: 
- Grundorf: Um pequeno vilarejo fictício que foi feito para o jogador praticar sua condução;
- Berlin-Spandau: Uma recriação da região Spandau em Berlim no ano de 1989.

### Addons
Mesmo sendo pouco conhecido, o OMSI dispõe de vários addons e conteúdos extras, a maioria deles são freeware (gratuitos) e são feita pelos próprios jogadores, que criam ônibus, mapas ou sons de um motor específico. Também há os addons payware (pagos) que em sua maioria são grandes recriações detalhadas de cidades europeias, como por exemplo: Viena-Wien e Hamburgo-Hamburg.

## OMSI 2
No final de 2012 no site oficial do OMSI, os desenvolvedores anunciaram o OMSI 2, uma nova versão com mais possibilidades, dentre elas, um ônibus articulado, físicas e sons aprimorados e mais opções de programação para quem criam ônibus para o jogo. OMSI 2 foi lançado no dia 12 de dezembro de 2013.

## Versões
| Versão | Data de lançamento      |
| ------ | ----------------------- |
| 1.00   | 18 de Fevereiro de 2011 |
| 2.00   | 12 de Dezembro de 2013  |